# Canton de Tours-4
Le canton de Tours-4 est une circonscription électorale française du département d'Indre-et-Loire créée par le décret du 18 février 2014 et entré en vigueur lors des élections départementales de 2015.

## Histoire
Un nouveau découpage territorial du département d'Indre-et-Loire entre en vigueur à l'occasion des élections départementales de 2015. Il est défini par le décret du 18 février 2014, en application des lois du 17 mai 2013 (loi organique 2013-402 et loi 2013-403). Les conseillers départementaux sont, à compter de ces élections, élus au scrutin majoritaire binominal mixte. Les électeurs de chaque canton élisent au Conseil départemental, nouvelle appellation du Conseil général, deux membres de sexe différent, qui se présentent en binôme de candidats. Les conseillers départementaux sont élus pour 6 ans au scrutin binominal majoritaire à deux tours, l'accès au second tour nécessitant 12,5 % des inscrits au 1er tour. En outre la totalité des conseillers départementaux est renouvelée. Ce nouveau mode de scrutin nécessite un redécoupage des cantons dont le nombre est divisé par deux avec arrondi à l'unité impaire supérieure si ce nombre n'est pas entier impair, assorti de conditions de seuils minimaux. En Indre-et-Loire, le nombre de cantons passe ainsi de 37 à 19.
Le canton de Tours-4 est formé d'une fraction de la commune de Tours. Il est entièrement inclus dans l'arrondissement de Tours. Le bureau centralisateur est situé à Tours.

## Représentation
| Période élective | Période élective | Mandat | Mandat   | Identité           | Nuance | Nuance | Qualité |
| ---------------- | ---------------- | ------ | -------- | ------------------ | ------ | ------ | --- |
| 2015             | 2021             | 2015   | 2021     | Céline Ballesteros |        | LR     | Cheffe d'entreprise Adjointe au maire de Tours jusqu'en 2020 4ème Vice-Présidente du Conseil départemental, chargée de la politique culturelle |
| 2015             | 2021             | 2015   | 2021     | Thomas Gelfi       |        | UDI    | Responsable financier dans l'enseignement catholique                                                                                           |
| 2021             | 2028             | 2021   | en cours | Franck Gagnaire    |        | PS     | Conseiller technique insertion et politiques publiques, adjoint au maire de Tours                                                              |
| 2021             | 2028             | 2021   | en cours | Sabrina Hamadi     |        | EELV   | Conseillère clientèle, conseillère régionale                                                                                                   |

### Résultats détaillés

#### Élections de mars 2015
À l'issue du 1er tour des élections départementales de 2015, deux binômes sont en ballottage : Céline Ballesteros et Thomas Gelfi (Union de la Droite, 35,39 %) et Nicolas Gautreau et Fanny Siouville (Union de la Gauche, 30,02 %). Le taux de participation est de 44,77 % (7 623 votants sur 17 028 inscrits) contre 50,88 % au niveau départemental et 50,17 % au niveau national.
Au second tour, Céline Ballesteros et Thomas Gelfi (Union de la Droite) sont élus avec 50,22 % des suffrages exprimés et un taux de participation de 43,53 % (3 466 voix pour 7 413 votants et 17 028 inscrits).

#### Élections de juin 2021
Le premier tour des élections départementales de 2021 est marqué par un très faible taux de participation (33,26 % au niveau national). Dans le canton de Tours-4, ce taux de participation est de 29,76 % (5 114 votants sur 17 182 inscrits) contre 30,88 % au niveau départemental. À l'issue de ce premier tour, deux binômes sont en ballottage : Franck Gagnaire et Sabrina Hamadi (Union à gauche avec des écologistes, 34,77 %) et Loïc Guilpain et Céline Oudry (REM, 19,77 %).
Le second tour des élections est marqué une nouvelle fois par une abstention massive équivalente au premier tour. Les taux de participation sont de 34,36 % au niveau national, 31,33 % dans le département et 29,4 % dans le canton de Tours-4. Franck Gagnaire et Sabrina Hamadi (Union à gauche avec des écologistes) sont élus avec 56,58 % des suffrages exprimés (2 533 voix pour 5 054 votants et 17 190 inscrits),,.

## Composition
| Nom                           | Code Insee | Intercommunalité             | Superficie (km2) | Population (dernière pop. légale)                 | Densité (hab./km2) | Modifier                                    |
| ----------------------------- | ---------- | ---------------------------- | ---------------- | ------------------------------------------------- | ------------------ | ------------------------------------------- |
| Tours (bureau centralisateur) | 37261      | Tours Métropole Val de Loire | 34,67            | Fraction : 32 252 (2022) Commune : 138 668 (2022) | 4 000              | modifier les données · modifier les données |
| Canton de Tours-4             | 3718       |                              |                  | 32 252 (2022)                                     |                    | modifier les données                        |

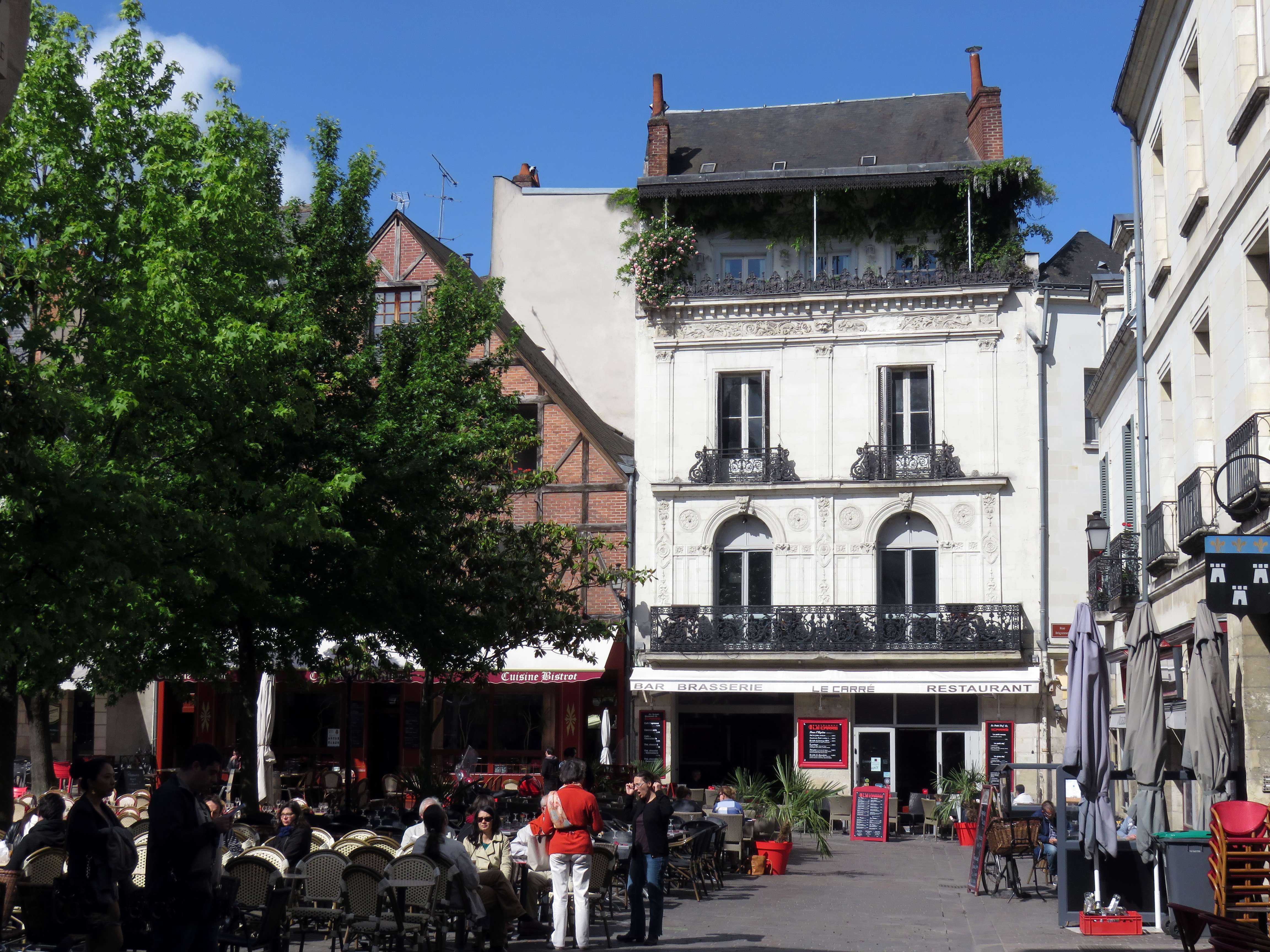
Une importante partie du Vieux-Tours se situe dans le canton.

Le canton de Tours-4 comprend la partie de la commune de Tours non incluse dans les cantons de Tours-1, Tours-2 et Tours-3, à savoir l'ouest de la rue Nationale et les secteurs Bretonneau, Lamartine, Giraudeau en partie et la Gloriette.

## Démographie
En 2022, le canton comptait 32 252 habitants, en évolution de +3,61 % par rapport à 2016 (Indre-et-Loire : +1,67 %, France hors Mayotte : +2,11 %).
| 2013   | 2018   | 2022   |
| ------ | ------ | ------ |
| 31 247 | 32 394 | 32 252 |